# Bez Gaudichaudův
Bez Gaudichaudův (Sambucus gaudichaudiana) je druh rostliny z čeledi kalinovité.

## Popis
Bez Gaudichaudův je keř dosahující výšky 1 až 2 metry. Listy jsou dlouhé 10 až 35 centimetrů.

## Výskyt
Bez Gaudichaudův se vyskytuje v Austrálii v Novém Jižním Walesu, Queenslandu, Jižní Austrálii, Victorii a Tasmánii.

## Použití jako potravina
Bobule tohoto druhu jsou jedlé, šťavnaté, mírně kyselé a příjemné a lze je jíst syrové nebo vařené.